# Čajniče
Čajniče (în sârbă Чајниче) este un oraș și o comună din Republika Srpska, o entitate din Bosnia și Herțegovina. În 2013, orașul a avut o populație de 2.401 de locuitori, în timp ce comuna a avut 4.895 de locuitori.

## Istorie
Până la sosirea triburilor de slavi în zona Čajniče au trăit iliri, romani și avari. În documentele istorice, Čajniče este menționat pentru prima dată în 1477 ca unul dintre cele mai importante orașe din Sangeacul Herțegovina. Există opinii conform cărora numele așezării își are originea în timpul stăpânirii otomane, din cuvintele persane pentru „apă de ceai” și „nimic bun”. Cu toate acestea, locuitorii din Čajniče consideră că etimologia acestui toponim ar trebui căutată în bogăția regiunii lor în plante naturale care cresc aici (lăstar - ниче, niče) și din care sunt preparate în mod tradițional diverse ceaiuri.
Dezvoltarea orașului Čajniče în acea vreme a fost influențată de exploatarea minei sale de fier, singura din Sangeacul Herțegovina, precum și de poziția pe care o ocupa pe ruta comercială (Stambolska jada) între Dubrovnik și Istanbul.  Biserica Ortodoxă veche a fost menționată pentru prima dată în 1492. În secolul al XVII-lea, fierarii din Čajniče erau recunoscuți pentru abilitățile lor de prelucrare a metalelor.

## Geografie
Comuna Čajniče este situată la granița Republicii Srpska, a Republicii Serbia și a Muntenegrului. Comunele învecinate sunt Rudo, Foča, Novo Goražde, Pljevlja și Priboj. Comuna Čajniče se află în Gornji Podrinje. Toate cursurile de apă din comună aparțin bazinului râurilor Janjina, Radojna și Sućeska, care se varsă în râurile Drina și Lim. Comuna Čajniče este situată pe un teren foarte neuniform. Cea mai joasă altitudine din văile râurilor este de 400 de metri deasupra nivelului mării, iar cea mai înaltă altitudine de 1.491 de metri pe Vučevica (vârful Javorovo Brdo).

## Climat
Clima este moderat continentală și muntoasă.

## Așezări
În afară de orașul Čajniče, comuna include următoarele așezări: 
- Avlija
- Batkovići
- Batotići
- Batovo
- Bezujno
- Borajno
- Brezovice
- Bučkovići na Bezujanci
- Đakovići
- Glamočevići
- Gložin
- Hunkovići
- Ifsar
- Kamen
- Kapov Han
- Karovići
- Krstac
- Lađevci
- Luke
- Međurječje
- Metaljka
- Milatkovići
- Miljeno
- Mištar
- Podavrelo
- Ponikve
- Prvanj
- Slatina
- Staronići
- Stopići
- Sudići
- Todorovići
- Trpinje
- Tubrojevići
- Zaborak

## Date demografice
Conform rezultatelor recensămintelor din 1971, 1981, 1991 și 2013 populația comunei Čajniče a fost următoarea:

### Populație
| Populatia așezărilor – Comuna Čajniče | Populatia așezărilor – Comuna Čajniče | Populatia așezărilor – Comuna Čajniče | Populatia așezărilor – Comuna Čajniče | Populatia așezărilor – Comuna Čajniče | Populatia așezărilor – Comuna Čajniče |
| ------------------------------------- | ------------------------------------- | ------------------------------------- | ------------------------------------- | ------------------------------------- | ------------------------------------- |
|                                       | Așezare                               | 1971.                                 | 1981.                                 | 1991.                                 | 2013.                                 |
|                                       | Total                                 | 11.602                                | 10.280                                | 8.956                                 | 4.895                                 |
| 1                                     | Batotići                              |                                       |                                       | 331                                   | 283                                   |
| 2                                     | Čajniče                               | 2.015                                 | 2.556                                 | 3.152                                 | 2.401                                 |
| 3                                     | Luke                                  |                                       |                                       | 351                                   | 231                                   |
| 4                                     | Miljeno                               |                                       |                                       | 512                                   | 284                                   |

### Structura etnică
|              | 2013.          | 1991.          | 1981.          | 1971.          |
| Total        | 2.401 (100.0%) | 3.152 (100.0%) | 2.556 (100.0%) | 2.015 (100.0%) |
| Sârbi        |                | 1.802 (57.17%) | 1.304 (51.02%) | 1.051 (52.16%) |
| Bosniaci     |                | 1.192 (37.82%) | 931 (36.42%)   | 857 (42.53%)   |
| Alții        |                | 105 (3.331%)   | 29 (1.135%)    | 5 (0.248%)     |
| Iugoslavi    |                | 51 (1.618%)    | 203 (7.942%)   | 8 (0.397%)     |
| Croați       |                | 2 (0.063%)     | 6 (0.235%)     | 19 (0.943%)    |
| Muntenegreni |                |                | 82 (3.208%)    | 56 (2.779%)    |
| Sloveni      |                |                | 1 (0.039%)     |                |
| Albanezi     |                |                |                | 18 (0.893%)    |
| Macedoneni   |                |                |                | 1 (0.050%)     |

|              | 2013.          | 1991.          | 1981.           | 1971.           |
| Total        | 4.895 (100.0%) | 8.956 (100.0%) | 10.280 (100.0%) | 11.602 (100.0%) |
| Sârbi        | 3.972 (81.14%) | 4.709 (52.58%) | 4.892 (47.59%)  | 5.353 (46.14%)  |
| Bosniaci     | 884 (18.06%)   | 4.024 (44.93%) | 4.880 (47.47%)  | 6.065 (52.28%)  |
| Alții        | 33 (0.674%)    | 141 (1.574%)   | 44 (0.428%)     | 22 (0.190%)     |
| Croați       | 6 (0.123%)     | 5 (0.056%)     | 16 (0.156%)     | 29 (0.250%)     |
| Iugoslavi    |                | 77 (0.860%)    | 311 (3.025%)    | 14 (0.121%)     |
| Muntenegreni |                |                | 118 (1.148%)    | 99 (0.853%)     |
| Albanezi     |                |                | 18 (0.175%)     | 18 (0.155%)     |
| Sloveni      |                |                | 1 (0.010%)      | 1 (0.009%)      |
| Macedoneni   |                |                |                 | 1 (0.009%)      |

## Oameni notabili
- Hanka Paldum, cântăreață bosniacă

## Vezi și
- Comunele Bosniei și Herțegovinei